# WTA Congoleum Classic 1975
Il WTA Congoleum Classic 1975 è stato un torneo di tennis giocato sul cemento. È stata la 1ª edizione del torneo, che fa parte del Women's International Grand Prix 1975. Si è giocato a Palm Springs negli Stati Uniti, dal 29 settembre al 5 ottobre 1975.

## Campionesse

### Singolare
Chris Evert ha battuto in finale  Cynthia Seiler con il punteggio di 6–1, 6–3

### Doppio
Chris Evert /  Martina Navrátilová hanno battuto in finale  Gail Glasgow /  Betty-Ann Stuart con il punteggio di 6–3, 7–5